# Мерилово
Мерилово — деревня в Конаковском районе Тверской области. Входит в состав Первомайского сельского поселения.

## География
Находится в юго-восточной части Тверской области на расстоянии приблизительно 20 км на север-северо-восток от города Конаково в левобережной части района.

## История
Известна с 1678 года как деревня из 5 дворов. В 1900 году деревня состояла из 20 дворов. В период коллективизации здесь был создан колхоз «Мерилово».

## Население
Численность населения: 132 человека (1900 год), 8 (русские 100 %) в 2002 году, 7 в 2010.